# فلاحات
فلاحات، هي قرية لبنانية من قرى قضاء البترون في محافظة الشمال.